# ارکیده پرنده‌ای خوشه‌ای
ارکیده پرنده‌ای خوشه‌ای (نام علمی: Chiloglottis pluricallata) نام یک گونه از سرده ارکیده‌های زنبوری است.